# Nerf petit pétreux
Le nerf petit pétreux (ou le petit nerf pétreux profond) est une branche du nerf tympanique.

## Trajet
Pendant son trajet dans la partie pétreuse de l'os temporal, le nerf petit pétreux reçoit un rameau communiquant avec le plexus tympanique.
Il pénètre dans la fosse crânienne moyenne par le hiatus du canal du nerf petit pétreux. Il traverse le plancher de la fosse crânienne moyenne puis ressort du crâne par le foramen pétreux ou par la fissure sphéno-pétreuse ou par le foramen sphéno-temporal  pour atteindre la fosse infratemporale.
Il se termine dans le ganglion otique accolé au nerf mandibulaire après son émergence par le foramen ovale.

## Rôle
Les fibres originaires du noyau salivaire inférieur, ont une liaison synaptique dans le ganglion otique, et les fibres post-ganglionnaires empruntent brièvement le nerf auriculo-temporal avant d'entrer dans le corps de la glande parotide.